# Operação Yoav
A Operação Yoav (também chamada de Operação Dez Pragas ou Operação Yo'av ) foi uma operação militar israelense realizada de 15 a 22 de outubro de 1948 no deserto do Negev, durante a Guerra Árabe-Israelense de 1948. Seu objetivo era criar uma barreira entre as forças egípcias ao longo da costa e a estrada Beersheba – Hebron – Jerusalém e, finalmente, conquistar todo o Negev. A Operação Yoav foi liderada pelo comandante da Frente Sul, Yigal Allon. A operação recebeu o nome de Yitzhak Dubno, que recebeu o codinome "Yoav" dos seus comandantes no Palmach. Dubno, um alto oficial do Palmach, foi encarregado de planejar e liderar a defesa dos kibutzim Negba e Yad Mordechai. Dubno foi morto em um ataque aéreo no Kibutz Negba logo após as forças egípcias iniciarem sua ofensiva na frente sul de Israel.

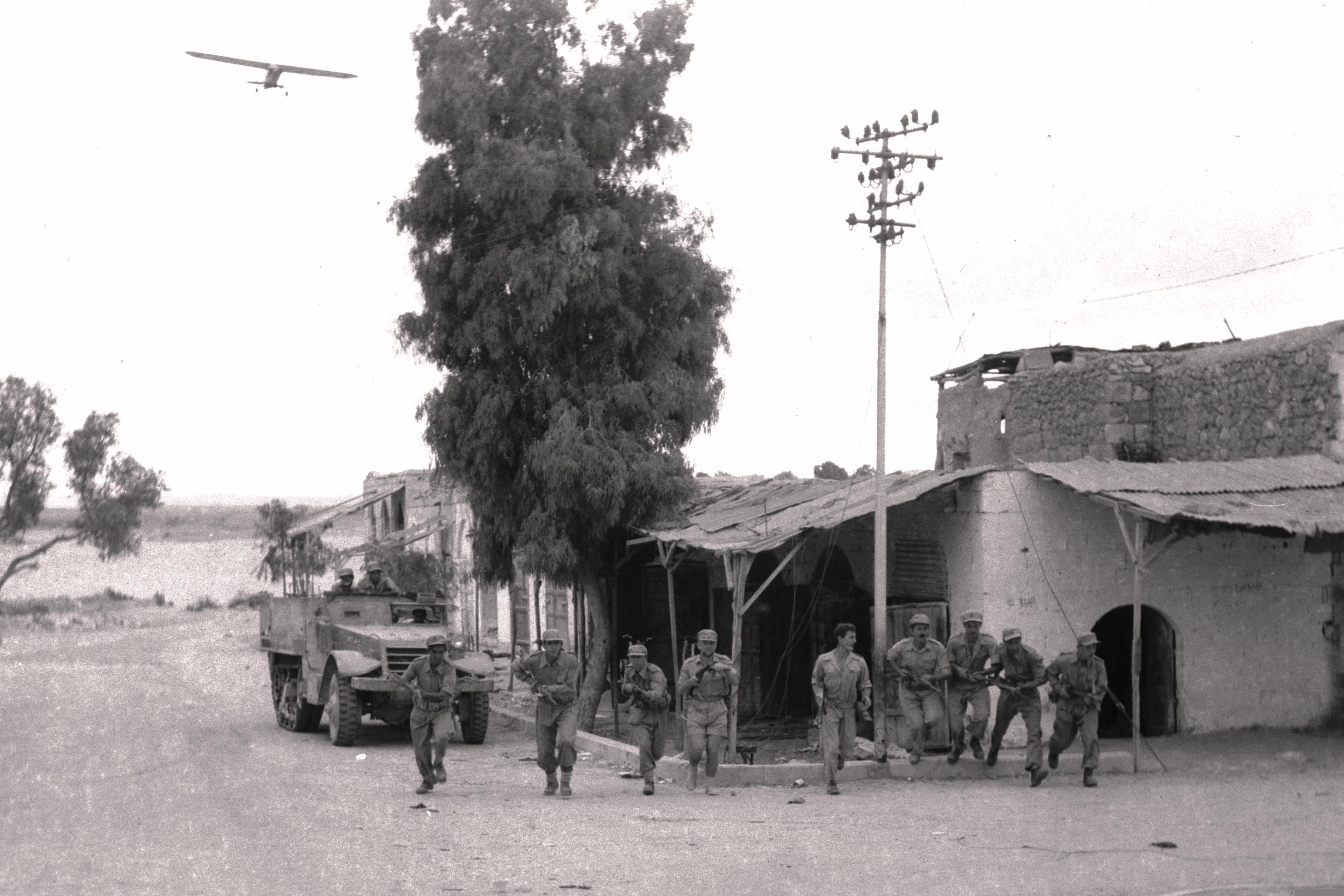
Soldados israelenses capturando Bersebá.

## Antecedentes
Nas partes central e norte da Palestina, os israelenses conseguiram obter ganhos territoriais substanciais antes da segunda trégua da guerra entrar em vigor. Mas o deserto do Negev, ao sul, alocado a um Estado judeu no Plano de Partilha das Nações Unidas para a Palestina de 1947, ainda estava sob controle egípcio. Apesar da segunda trégua, os egípcios negaram a passagem de comboios judeus para o Negev e capturaram posições além das linhas de demarcação da trégua.
A Operação Dez Pragas (em homenagem à punição que Deus enviou aos egípcios por manter os israelenses cativos na Bíblia hebraica) foi feita e aprovada em uma sessão do gabinete em 6 de outubro de 1948. A operação ocorreu em 14 de outubro de 1948, quando um comboio composto por 16 caminhões foi alvejado quando passava por posições egípcias.
Ralph Bunche, que se tornou mediador da ONU após o assassinato do Conde Folke Bernadotte, disse:
A ação militar [israelense] dos últimos dias foi em uma escala que só poderia ser realizada após uma preparação considerável, e dificilmente poderia ser explicada como uma simples ação de retaliação por um ataque a um comboio [israelense].
A Operação coincidiu com a Operação ha-Har, de 18 a 24 de outubro, na qual as Brigadas Harel e Etzioni atacaram aldeias controladas pelo Egito ao longo do Corredor de Jerusalém.

## História

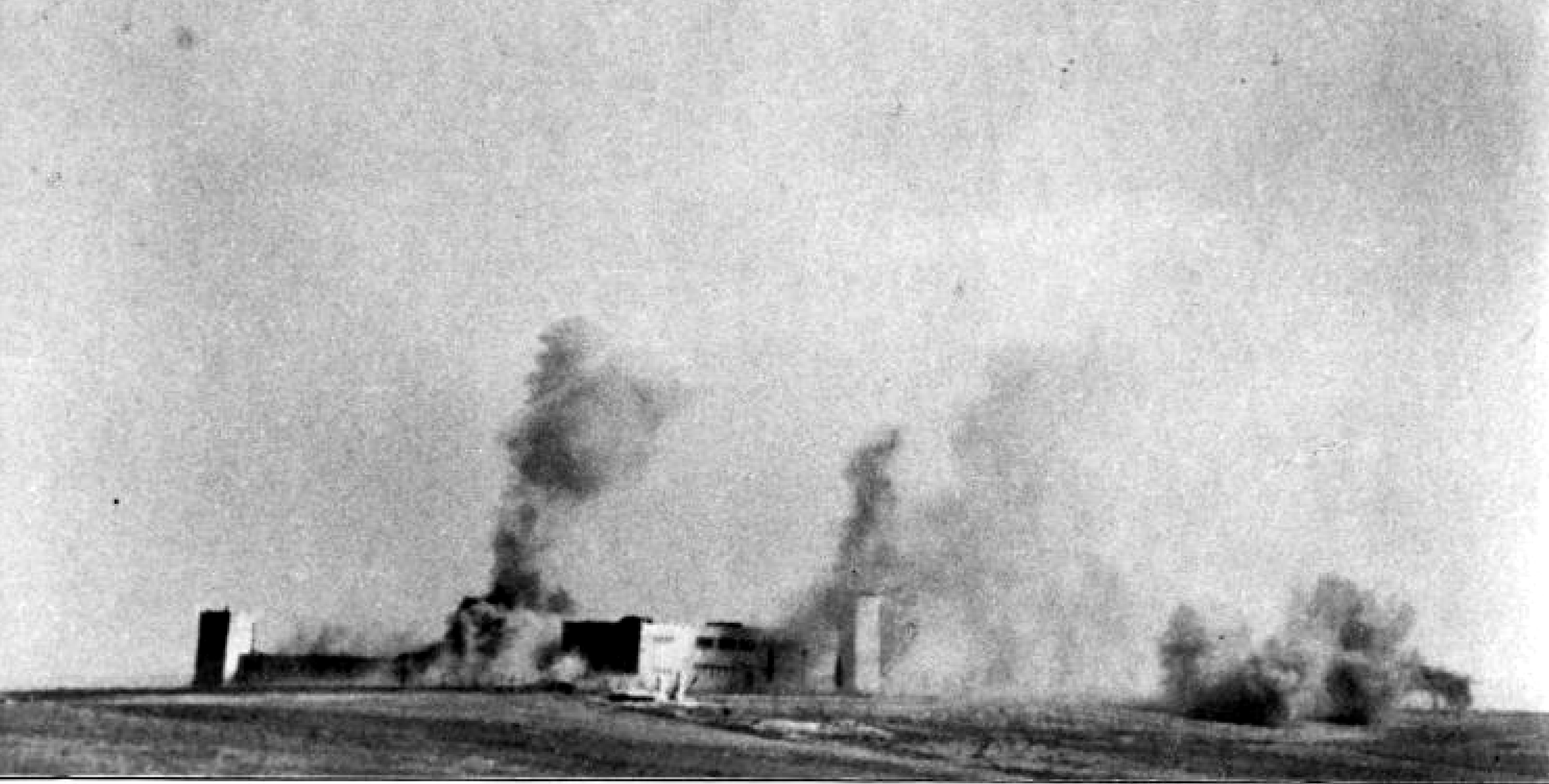
O bombardeio da vila de Iraq Suwaydan, 9 de novembro de 1948.

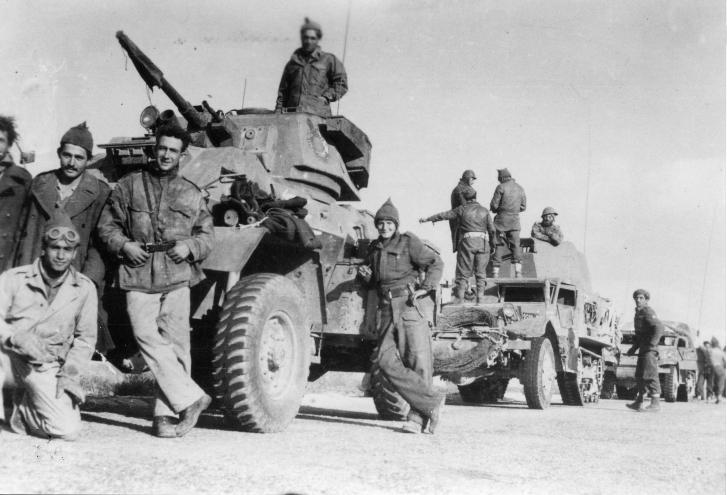
A Brigada Negev.

As forças israelenses consistiam em três brigadas de infantaria, a Brigada Negev, a Brigada Givati sob o comando de Abraham "Kiki" Elkin e a Brigada Yiftach, um batalhão blindado da 8ª Brigada Blindada e a maior formação de artilharia que estava disponível para as FDI na época. No dia 18 de outubro a Brigada Oded também se juntou à operação. Na noite de 15 de outubro, a Força Aérea Israelense bombardeou Gaza, al-Majdal (agora Ashkelon), Beersheba e Beit Hanoun. Alguns alvos foram bombardeados novamente durante as duas noites seguintes. Um batalhão da Brigada Yiftach explorou a ferrovia entre El-Arish e Rafah e várias estradas na área de Gaza, também abrindo uma cunha na estrada. Dois batalhões da Brigada Givati dirigiram para o sudeste do Iraq al-Manshiyya (agora Kiryat Gath ), cortando assim a estrada entre al-Faluja e Beit Jibrin. Beit Jibrin foi capturado pelo 52º Batalhão da Givati e pela 8ª Brigada em 23 de outubro.
Nas primeiras horas da manhã de 21 de outubro, após duas noites de ataques aéreos, a Brigada Negev e a 8ª Brigada Blindada atacaram Beersheba pelo oeste. Outra força se juntou a eles do norte. A guarnição do exército egípcio consistia de 500 soldados com alguma artilharia leve. Eles resistiram por cinco horas antes de se renderem. A conquista de Beersheba foi nomeada Operação Moshe, em homenagem a Moshe Albert, que caiu defendendo a sitiada Beit Eshel.
Enquanto uma trégua foi ordenada para as 15:00 horas do dia 22 de outubro, a ação nos dias imediatamente seguintes à operação, e associadas a ela, continuou.
Depois que os egípcios recuaram para o sul de Ashdod (28 de outubro) e al-Majdal (6 de novembro) para Gaza, a faixa costeira até Yad Mordechai foi ocupada por forças israelenses. Em 9 de novembro, a fortaleza de Iraq Suwaydan foi capturada e renomeada como Fortaleza Yoav em homenagem à operação.
Em 29 de outubro, soldados da 8ª Brigada realizaram um massacre em al-Dawayima.
No final da operação, o general Allon pediu permissão para lançar um ataque contra as colinas de Hebrom e no vale de Jericó. David Ben-Gurion recusou, principalmente devido ao medo de que isso levasse ao envolvimento britânico.
O Projeto de Ajuda aos Refugiados das Nações Unidas informou que a população de refugiados da Faixa de Gaza saltou de 100.000 para 230.000 como resultado da Operação Yoav. Este número não inclui aqueles que fugiram para as colinas de Hebrom.

## Aldeias árabes capturadas

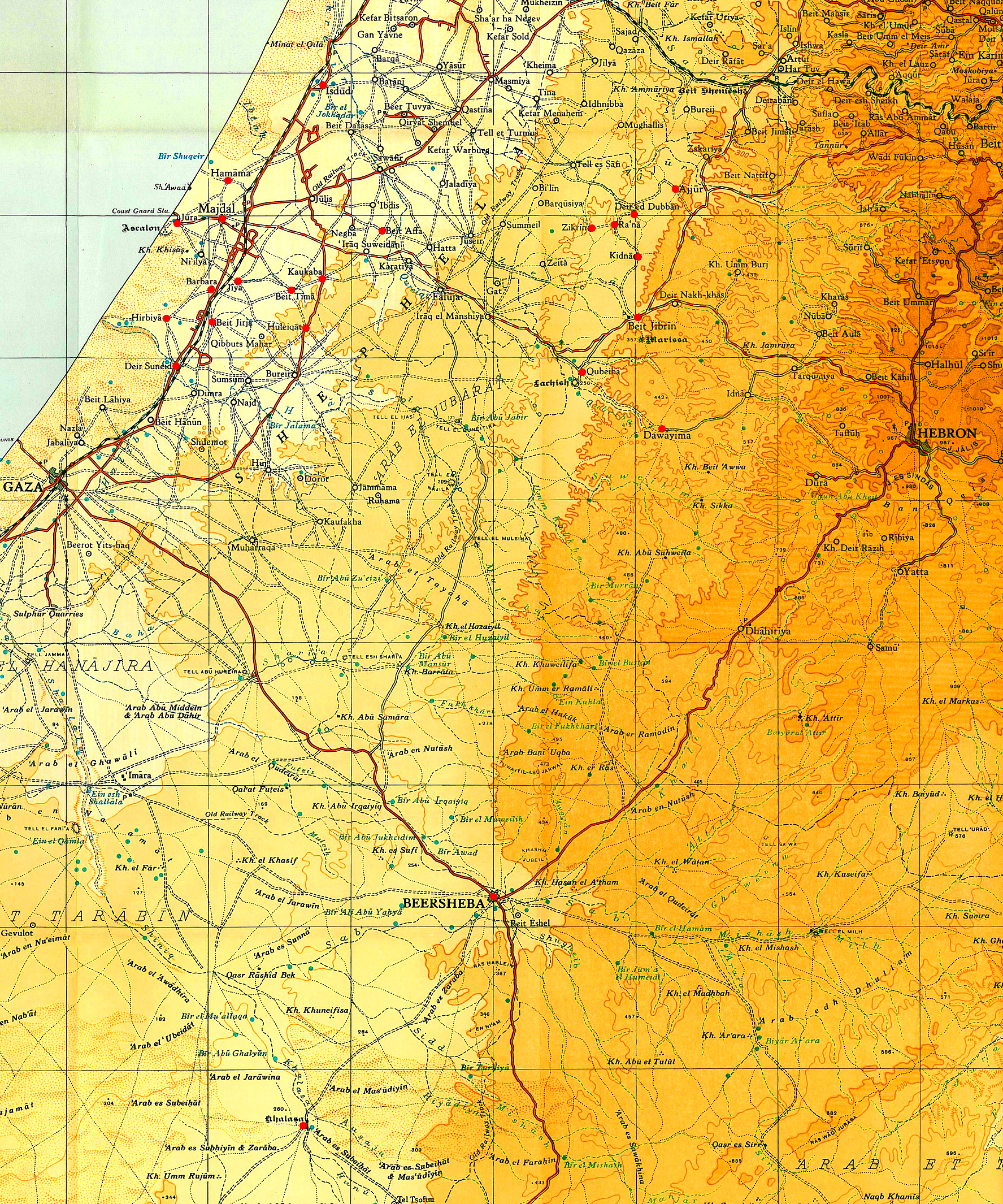
Aldeias e cidades capturadas durante a Operação Yoav, outubro de 1948.

| Nome           | População (1944/45)        | Data                           | Forças defensoras                                                                               | Brigada                            | Notas |
| -------------- | -------------------------- | ------------------------------ | ----------------------------------------------------------------------------------------------- | ---------------------------------- | --- |
| Bayt 'Affa     | 700                        | 2ª quinzena de outubro de 1948 | Exército Egípcio                                                                                | Nenhuma                            | Capturada pela primeira vez pela Brigada Giv'ati em julho, mas mantida apenas por alguns dias. A população fugiu e a aldeia foi destruída.                                    |
| Bayt Tima      | 1,060                      | 11-19 de outubro               | Nenhuma, mas uma companhia saudita no local no início de julho, bem como uma milícia palestina. | Brigada Givati                     | Bombardeada por aviões e artilharia antes da captura. A população fugiu e a aldeia foi destruída.                                                                             |
| Hulayqat       | 420                        | 19 de outubro                  | Exército Egípcio: 600 soldados regulares com "100 mortos".                                      | Brigada Givati                     | Capturada e mantida pelo exército israelense após a Operação Barak. Retomada pelos egípcios em 7 de julho. Alguns aldeões voltaram, mas fugiram em outubro. Aldeia destruída. |
| Kawkaba        | 680                        | 20 de outubro                  | Companhia saudita presente em junho                                                             | Brigada Givati                     | Na linha de frente entre egípcios e israelenses. Mudou de mãos várias vezes durante o verão. Os aldeões fugiram e os edifícios foram destruídos.                              |
| Beersheba      | 5.570                      | 21 de outubro                  | Exército Egípcio                                                                                | 8ª Brigada Blindada, Brigada Negev | Árabes expulsos, zona de exclusão de raio de 10km aplicada em beduínos. |
| Ra'na          | 190                        | 22–23 de outubro               | Nenhuma                                                                                         | Brigada Givati                     | Aqueles aldeões que permaneceram foram expulsos e a aldeia destruída. |
| Zikrin         | 960                        | 22–23 de outubro               | Nenhuma                                                                                         | Brigada Givati                     | Despovoada e aldeia destruída. |
| Kidna          | 450                        | 22–23 de outubro               | Exército Árabe de Libertação, voluntários da Irmandade Muçulmana e milícias locais.             | Brigada Givati                     | Despovoada e aldeia destruída. |
| 'Ajjur         | 3.730                      | 23 de outubro                  | Nenhuma                                                                                         | 4º Batalhão, Brigada Givati        | Despovoada, a maioria dos habitantes partiu após ataques anteriores. Aldeia destruída.                                                                                        |
| Dayr al-Dubban | 730                        | 23–24 de outubro               | Nenhuma                                                                                         | Brigada Givati                     | A maioria dos aldeões fugiu, alguns expulsos. Aldeia destruída. |
| Bayt Jibrin    | 2.430                      | 24 de outubro                  | Unidade do Exército Egípcio no forte da polícia.                                                | Brigada Givati                     | Bombardeado do ar em 18 de outubro e em várias ocasiões subsequentes. Cidade despovoada, mas nem todos os edifícios destruídos.                                               |
| Al-Qubayba     | 1.060                      | 28 de outubro                  | Nenhuma                                                                                         | Brigadas Givati e Harel            | A população fugiu e a aldeia foi destruída. |
| Isdud          | 4.910 incluindo 290 judeus | 28 de outubro                  | Os egípcios recuaram                                                                            | Brigada Givati                     | Bombardeado por três noites pela FAI. 300 aldeões que permaneceram foram expulsos. Aldeia destruída.                                                                          |
| Al-Dawayima    | 3.710                      | 29 de outubro                  | Sem defesa organizada                                                                           | 89º Batalhão, 8ª Brigada           | Aldeia destruída. |
| Dayr Sunayd    | 730                        | Final de outubro               | Exército Egípcio, 9º Batalhão, incluindo Gamal Abdel Nasser                                     | Nenhuma                            | Bombardeado do ar durante os estágios iniciais de operação. Os aldeões fugiram e a aldeia foi destruída.                                                                      |
| Al-Khalasa     | Beduínos azazima           | Final de outubro               | Exército Egípcio                                                                                | Brigada Negev                      | Possivelmente capturado em maio. Destruída. |
| Hamama         | 5.070 incluindo 60 judeus  | 4 de novembro                  | Exército Egípcio                                                                                | Brigada Givati                     | Os ocupantes fugiram ou foram expulsos. Aldeia destruída em operação em 30 de novembro.                                                                                       |
| Al-Jiyya       | 1,230                      | 4 de novembro                  | Nenhuma                                                                                         | Brigada Givati                     | Aldeões expulsos e aldeia destruída. |
| Al-Jura        | 2.420                      | 4 de novembro                  | Sem resistência                                                                                 | Brigada Givati                     | Aldeões expulsos e aldeia destruída. |
| Al-Majdal      | 9.910                      | 4 de novembro                  | Exército Egípcio                                                                                | Brigadas Givati, Negev e Yiftach   | Os habitantes da cidade que permaneceram ou retornaram foram finalmente expulsos em 1950.                                                                                     |
| Hiribya        | 2.300, incluindo 60 judeus | Início de novembro             | Exército Egípcio                                                                                | Nenhuma                            | Outro local bombardeado do ar. População fugida ou expulsa, prédios destruídos.                                                                                               |
| Bayt Jirja     | 940                        | 4–5 de novembro                | Nenhuma                                                                                         | Brigadas Givati, Negev e Yiftach   | A população fugiu ou foi expulsa, aldeia destruída. |
| Barbara        | 2.410                      | 5 de novembro                  | Nenhuma                                                                                         | Nenhuma                            | Bombardeado do ar durante o estágio inicial de operação. Despovoada e aldeia destruída.                                                                                       |

## Brigadas participantes
- 8ª Brigada Blindada
- Brigada Givati
- Brigada Negev
- Brigada Oded
- Brigada Yiftach